# Lamyctes pachypes
Lamyctes pachypes är en mångfotingart som beskrevs av Masatoshi Takakuwa 1941. Lamyctes pachypes ingår i släktet Lamyctes och familjen fåögonkrypare. Inga underarter finns listade i Catalogue of Life.